# Pablo García Carrasco
Pablo García Carrasco (Gijón, Asturias, 5 de junio de 2000), conocido como Pablo García, es un jugador de fútbol español que juega como defensa en el Real Sporting de Gijón de la Segunda División

## Trayectoria
Nació en Gijón, Asturias, y se incorporó a la Escuela de Mareo en 2010, con diez años. El 12 de septiembre de 2020 debutó con el primer equipo del Real Sporting de Gijón en una victoria en casa por 1-0 contra la U. D. Logroñés correspondiente a la primera jornada de la Segunda División. El 6 de agosto de 2021 renovó su contrato hasta el 30 de junio de 2025.
En dos temporadas con el primer equipo disputó 33 partidos entre todas las competiciones. De cara a la campaña 2022-23 fue cedido a la A. D. Alcorcón para que compitiera en la Primera Federación.

## Clubes
| Club                       | País   | Año       |
| -------------------------- | ------ | --------- |
| Real Sporting de Gijón "B" | España | 2019-2020 |
| Real Sporting de Gijón     | España | 2020-     |
| A. D. Alcorcón (cedido)    | España | 2022-2023 |